# Személyiségtípusok
A személyiségtípusok az emberek pszichológiai szempontú csoportosítására szolgáló modellek, amelyek segítenek a viselkedésbeli különbségek rendszerezésében. Ha megértjük és felismerjük a személyiségtípusok közötti különbségeket, az hozzájárulhat ahhoz, hogy jobban megértsük az emberek közötti kommunikációt, valamint a környezetünkben élők viselkedése mögött meghúzódó lehetséges indítékokat. Minden egyes személyiségtípusra jellemzőek bizonyos viselkedésformák, és mindegyikhez sajátos jellemvonások társíthatók.
Carl Gustav Jung elméletében a személyiségek alapvető megkülönböztetését az introvertált (befelé forduló) és az extrovertált (kifelé forduló) pszichológiai beállítottság szembeállítása adja. Az extrovertált (kifelé forduló) személyiségtípus, melyet népszerű értelmezésekben gyakran a szangvinikus vagy kolerikus vérmérséklettel azonosítanak, pszichikus energiáit és figyelmét elsősorban a külvilág felé irányítja. Jellemzően aktívan keresi a külső ingereket, és hajlamos a környezetére való hatás gyakorlására, esetenként annak megváltoztatására törekedni. A másik alapvető típus az introvertált (befelé forduló), akinek pszichikus energiája (Jung terminológiájában a libidó) inkább a belső világ, a gondolatok és érzések felé irányul. Ezt a típust kapcsolják gyakran a melankolikus vagy flegmatikus vérmérséklethez. Jellemzően megfontoltabban cselekszik, energiáit inkább a belső élmények feldolgozására fordítja, és visszafogottabb lehet társas helyzetekben. Számára a külső környezethez való alkalmazkodás gyakran tudatosabb erőfeszítést igényelhet. Az extrovertált személyiséget gyakran vonzzák az új, ismeretlen helyzetek, és jellemzően gyorsabban reagál a külső eseményekre, néha a helyzet mélyebb elemzése előtt. Cselekedeteit általában kisebb mértékű előzetes habozás vagy mérlegelés előzi meg, mint az introvertált típusnál. [Pléh-Horváth]

## Leírása
A személyiségtípusok mellett a pszichológia a személyiségvonások fogalmát is használja, amelyek az egyén viselkedésének tartósabb, helyzeteken átívelő mintázatait írják le. A pszichoanalitikus modellek és az interperszonális elméletek mellett léteznek olyan megközelítések is, amelyek az egyedi tapasztalatok értelmezésére (hermeneutika), vagy specifikusabb vonásokból próbálnak általánosabb következtetéseket levonni a személyiségre vonatkozóan [Carver és Scheier 1998.]. A személyiség-lélektan olyan fogalmakkal is dolgozik, mint a tekintélyelvű (autoritariánus) személyiség vagy a különböző motivációs rendszerek (pl. teljesítménymotiváció), amelyek szintén az egyének közötti különbségek megértését és rendszerezését célozzák. Ilyen például David McClelland és munkatársainak (1953) teljesítménymotivációra vonatkozó kutatása. Robert W. White a kompetencia fogalmát vizsgálta, mint alapvető emberi motivációt [White, G.]. A modern személyiségpszichológia gyakran elmozdul a merev, esszencialista kategóriáktól (mint amilyen a vérmérséklet ókori, arisztotelészi ihletésű felosztása volt), és inkább a hétköznapi viselkedés megfigyelhető mintázataira, valamint az ezekből következtetett prototípusokra vagy vonásokra összpontosít.
A korábbi tipológiák némelyike hajlamos volt az embereket merev kategóriákba sorolni a temperamentum, a jellegzetes viselkedés, a testalkat, sőt néha feltételezett betegséghajlamok alapján is. A vérmérsékletet általában a személyiség veleszületett, biológiai alapú aspektusának tekintik, amely olyan élettani jellemzőkkel függ össze, mint az idegrendszeri folyamatok erőssége, egyensúlya, a teherbírás és a reakciókészség. Bizonyos élettani reakciók, mint például a bőr elektromos vezetőképességének változása (bőr-galvánreflex), mérhetőek és összefüggésbe hozhatók az érzelmi arousal szintjével, de ezek önmagukban nem határozzák meg a teljes temperamentumot. Ahogy B. M. Tyeplov is hangsúlyozta, az ilyen élettani jellemzők fontos vonatkoztatási pontok lehetnek, de önmagukban nem alkalmasak az emberek átfogó osztályozására. [Tyeplov] Raymond Cattell és más vonáselméleti kutatók rámutattak, hogy az emberi tulajdonságok többsége nem merev kategóriákba sorolható, hanem inkább folytonos dimenziókon (kontinuumokon) helyezkedik el, ahol az egyének különböző mértékben rendelkeznek az adott vonással.[Cattel] – Ezzel szemben Ernst Kretschmer tipológiája (kretsmerizmus), amely a piknikus testalkatot a cikloid (mániás-depresszív hajlamú), a leptoszom (sovány) alkatot pedig a szkizoid (skizofréniára hajlamos) vérmérséklettel kapcsolta össze, merevebb kategóriákat használt, és kevésbé vette figyelembe az átmeneti formákat. Az íráselemzés (grafológia) szintén kísérletet tett a személyiségjegyek feltárására, de tudományos megalapozottsága vitatott. A klasszikus vérmérsékleti típusok (szangvinikus, kolerikus, melankolikus, flegmatikus) [Lásd ott!] fogalmai mélyen beépültek a köznyelvbe is, bár jelentésük ott gyakran leegyszerűsödött. Fontos hangsúlyozni, hogy a modern pszichológiában célszerű különbséget tenni a temperamentum (mint biológiai alapú hajlam) és a tágabb értelemben vett személyiségtípusok (amelyek tanult és környezeti hatásokat is magukban foglalnak) között.

## Személyiségtesztek
A pszichológia területén számos személyiségtesztet fejlesztettek ki az egyéni különbségek mérésére és leírására. Noha a modern tesztek ritkán alapulnak kizárólag a klasszikus négy vérmérsékleten, egyes modellek (mint például Eysenck elmélete) beépítik ezeknek a dimenzióknak a modernizált változatait. Kretschmer alkattana, mint említettük, a külső testi jegyek és a belső pszichés hajlamok közötti feltételezett összefüggéseket kutatta. A későbbi, modernebb megközelítések az élettani alapokat már nem elsősorban a külső testalkatban, hanem inkább az idegrendszer és más belső biológiai rendszerek működésében keresik. Ezek az újabb modellek gyakran hangsúlyozzák, hogy a temperamentum és a személyiség alapvető dimenziói folytonosak (kontinuumok), nem pedig elkülönülő kategóriák. [kontinuum] Az idegélettani alapú típustanok (például Pavlov munkássága nyomán) az idegrendszeri működés különbségeivel magyarázzák az eltérő viselkedési és alkalmazkodási stratégiákat. Ezek az elméletek általában nem zárnak ki mereven egyetlen típust sem, hanem az egyének elhelyezkedését vizsgálják a különböző dimenziók mentén. A vonások feltárására és a személyiség szerkezetének modellezésére széles körben alkalmazott statisztikai módszerré vált a faktoranalízis, amely lehetővé teszi az egymással együttjáró tulajdonságok mögött meghúzódó alapvető dimenziók azonosítását. [Pléh]
Hans Eysenck modellje egy kétdimenziós rendszert ír le, amelynek tengelyei: az Extraverzió–Introverzió (szociabilitás, impulzivitás vs. visszahúzódás, megfontoltság) és a Neuroticizmus (érzelmi Labilitás–Stabilitás). Eysenck e két dimenzió kombinációival hozta kapcsolatba a klasszikus négy vérmérsékleti típust:
1. Melankolikus (Introvertált-Labilis)
2. Kolerikus (Extravertált-Labilis)
3. Flegmatikus (Introvertált-Stabil),
4. Szangvinikus (Extravertált-Stabil).
5. A melankolikus (introvertált-labilis) típus jellemzői Eysenck szerint: szorongó, merev, pesszimista, zárkózott, csendes, érzékeny.
6. A kolerikus (extravertált-labilis) típus jellemzői: sértődékeny, nyugtalan, agresszív hajlamú, izgulékony, impulzív, optimista, aktív.
7. A flegmatikus (introvertált-stabil) típus jellemzői: megfontolt, gondos, békés, fegyelmezett, megbízható, kiegyensúlyozott, nyugodt.
8. A szangvinikus (extravertált-stabil) típus jellemzői: társaságkedvelő, közvetlen, beszédes, fogékony az újra, élénk, gondtalan, kezdeményező. [Pléh-Horváth]

Az egyik legismertebb és legszélesebb körben használt objektív személyiségmérő eljárás az MMPI (Minnesota Többskálájú Személyiség Inventár) kérdőív, amelyet eredetileg a pszichopatológiai tünetek azonosítására fejlesztettek ki. Az MMPI tételeit (állításait) empirikus alapon úgy válogatták össze, hogy képesek legyenek megkülönböztetni a különböző klinikai csoportokba tartozó (pl. depressziós, szkizofrén) személyeket az átlagpopulációtól. A teszt kiértékelése során az egyén válaszait hasonlítják össze a különböző klinikai és normatív csoportok átlagos válaszmintázatával. Az eredmények alapján egy személyiségprofil rajzolódik ki, amely képet ad az egyén pszichológiai működéséről, erősségeiről és esetleges nehézségeiről. A viselkedéslélektani (behaviorista) hagyományból kiinduló kutatók gyakran specifikusabb jellemzőkre fókuszálnak, mint például a szorongás szintje. Janet Taylor például egy széles körben használt szorongásmérő skálát (Taylor Manifest Anxiety Scale) fejlesztett ki. Az evolúciós pszichológia nézőpontjából David Buss (1995) és mások a személyiségvonásokat olyan adaptív stratégiákként értelmezik, amelyek az emberi túlélés és szaporodás szempontjából releváns társas problémák (pl. partner választás, együttműködés vs. versengés) megoldását segítették elő. [Buss 1995.] A személy-helyzet interakció fontosságát hangsúlyozó kutatók (mint Walter Mischel vagy David Magnusson) rámutattak, hogy a viselkedést nemcsak a személyiségvonások, hanem az adott helyzet jellemzői és a kettő kölcsönhatása is befolyásolja. Oláh Attila magyar kutató munkássága is jelentős ezen a területen, például a megküzdési stratégiák vizsgálatában. Az ilyen kutatásokban gyakran alkalmaznak kérdőíves adatfelvételt és faktoranalízist a komplex összefüggések feltárására. [Walter Mischel, amerikai; David Magnusson, svéd; Oláh Attila] Pléh Csaba munkáiban is megjelenik a személyiség és a képességek komplex, rétegzett felépítésének gondolata, amely integrálja a különböző pszichológiai szinteket. [Pléh]
Szondi Lipót sorsanalízis elméletének központi fogalma a genotropizmus, amely egyfajta örökletesen meghatározott választási kényszert jelent. A tropizmus biológiai analógiára utal (ahogy a fény vonzza a lepkét), de itt specifikusan emberek közötti, vagy ember és bizonyos tevékenységek/betegségek közötti tudattalan vonzódást jelent. Szondi szerint az egyén génjei (öröklött ösztöntényezői) tudattalanul "felismerik" a hasonló génstruktúrával rendelkező más emberek génjeit, és vonzódnak hozzájuk, de hasonló vonzódás irányulhat bizonyos hivatások, betegségek vagy akár halálnemek felé is. Ez a feltételezett vonzódás az alkati hajlamokon keresztül érvényesül. Szondi elmélete 4 fő ösztönkörre (drive vector) épül, amelyeken belül összesen 8 ösztöntényezőt (drive factor) különített el. Munkássága során azt tapasztalta, hogy az egészséges és a kóros lelki működés között nincs éles határvonal, inkább egy folytonos átmenet létezik. Ez a szemlélet hasonlít Kretschmer megfigyeléseihez, aki szintén kapcsolatot keresett a testalkat (pl. sovány/leptoszom vs. gömbölyded/piknikus) és a pszichés zavarokra való hajlam (pl. szkizofrénia vs. mániás-depresszió) között. Kretschmer szerint a leptoszom (vagy aszténiás) alkat hajlamosít a szkizofréniára, míg a piknikus alkat a cikloid (mániás-depresszív) zavarokra. Enyhébb esetekben ezek a hajlamok nem betegségként, hanem szkizoid, illetve cikloid személyiségtípusként vagy vérmérsékletként jelenhetnek meg. Ideális esetben pedig ezek a tendenciák csupán az egyén sajátos lelki alkatát színezik, patológia nélkül.
A Szondi-féle 4 ösztönvektor és 8 faktor a következő: S – Szexuális ösztönvektor: h (gyengédség, homoszexualitás); s (szadizmus, aktivitás). P – Paroxizmális (rohamszerű) ösztönvektor: e (etikai/morális kontroll, epilepszia); hy (hisztéria, exhibicionizmus). Sch – Schizoform (Én-) ösztönvektor: k (katatónia, én-szűkítés); p (paranoia, én-tágítás). C – Cirkuláris (Kontakt-) ösztönvektor: d (depresszió, tárgyhoz tapadás); m (mánia, tárgykeresés/vesztés). Ez a felosztás Szondi szerint kórtani megfigyeléseken és családfa-kutatásokon alapul, és a Szondi-teszt (egy projektív eljárás, ahol arcképek közül kell választani) értelmezésének alapjául szolgál.
Az S (szexuális) vektoron belül például a gyengédség és erőszakosság, elfogadás és támadás, passzivitás és aktivitás, játékosság és civilizált törekvések kettőssége jelenik meg. A P (paroxizmális) vektorban a jó és rossz, az erkölcsösség és a destruktivitás (akár gyilkos indulat), a rejtőzködés és mutogatás (exhibicionizmus), a jámborság és a dührohamok (epileptiform tendenciák) pólusai feszülnek egymásnak. Az Sch (Én-) vektor az Én határainak tágításával (paranoia) vagy szűkítésével (katatónia), az önközpontúsággal (autizmus-szerű elkülönülés, narcizmus), a világhoz való viszonyulással (állásfoglalás vs. participáció), valamint az elhárító mechanizmusokkal (projekció, introjekció, infláció) kapcsolatos. A C (kontaktus) vektor a társas kapcsolatokat tükrözi: a kötődést és elszakadást, a hűséget és hűtlenséget, a ragaszkodást és gyűjtögetést (depresszív hajlam) vagy a kapcsolatlétesítést és herdálást (mániás hajlam), a társulási igényt és a visszahúzódást. Szondi szerint az ösztönök ciklikusan működnek: kiürülnek, feltöltődnek, és az egyensúlyra törekszenek kompenzációs mechanizmusok révén. Extrém esetekben ez a dinamika ösztönkitörésekhez, súlyos belső feszültségekhez ("ösztönvész") vagy akár az én-struktúra átmeneti vagy tartós megváltozásához vezethet. Az Én feladata ezen ösztönigények kezelése: integrálása a személyiségbe vagy elhárítása (kiutasítása). Előfordulhat az igények teljes tagadása, lefagyasztása is, mintha az Én nem is érzékelné azokat.
A Szondi-teszt kiértékelése során a választott (+) és elutasított (–) képeket, valamint a bizonytalan (+/–) vagy közömbös (0) reakciókat elemzik mind a 8 faktornál. A reakciók erősségét (pl. +!, +!!, +!!!) és mintázatát (pl. következetes választás, elutasításból választásba váltás, vagy mély elutasítás) veszik figyelembe. A profil elemzése során vizsgálják az egyes faktorokon belüli és a vektorok közötti feszültségeket, amelyek a személy belső konfliktusaira utalhatnak. A Szondi-teszt értelmezése összetett feladat, amely a teszt felépítésének alapos ismerete mellett jelentős klinikai tapasztalatot, empátiát és bizonyos fokú intuíciót is igényel. Szondi egyik ismert művében Káin alakját a P vektor negatív (e–, destruktív) pólusával, Mózest pedig a pozitív (e+, etikus) pólusával azonosítja, illusztrálva az ösztönökben rejlő ellentétes lehetőségeket. Szondi rámutat, hogy még Mózes alakjában is (aki szintén ölt embert) felfedezhetőek a Káinra jellemző indulati potenciálok, hangsúlyozva az ösztönök ambivalenciáját.
Szondi Lipót munkássága és a sorsanalízis elmélete Magyarországon és Svájcban (ahol élt és dolgozott) örvend a legnagyobb ismertségnek és elismertségnek, nemzetközi szinten hatása korlátozottabb. Ennek ellenére hatása a magyar pszichológiai gondolkodásra és a klinikai gyakorlatra máig kimutatható. A személyiség gyökereinek evolúciós értelmezése, ahogy Bereczkei Tamás munkáiban is megjelenik, újabb perspektívát kínál az emberi viselkedés és motivációk megértéséhez.
A kognitív (megismerő) pszichológia a személyiséget az információfeldolgozás szempontjából közelíti meg. Kulcsfogalmai közé tartozik a mentális reprezentáció, az információ kódolása, tárolása (memóriatárak) és előhívása. Ez a megközelítés párhuzamokat von az emberi megismerés és a mesterséges intelligencia által használt információfeldolgozási lépések között, modellezve a figyelmi folyamatokat, a problémamegoldást és a döntéshozatalt. Vizsgálja azokat a feldolgozási kereteket és sémákat, amelyeken keresztül az egyén értelmezi a világot, beleértve a figyelmi szűrést, az információ átkódolását a rövid távú memóriába, és annak megszilárdítását a hosszú távú memóriában. Foglalkozik a kognitív torzításokkal is, vagyis azokkal a szisztematikus hibákkal és irracionális gondolkodási mintákkal, amelyek befolyásolják az ítéletalkotást és a viselkedést. Számos különböző kognitív modell létezik, amelyek versengenek a személyiség és a mentális folyamatok minél pontosabb leírásáért. A kognitív tudomány integrálja az élettani (fiziológiai) ismereteket is, vizsgálva például a figyelem (szétszórtság vs. fókusz) vagy a szándékosság (intenció) idegi hátterét. A nyelvi folyamatok és a jelentésadás (interpretáció) szintén központi szerepet kapnak, bár a hermeneutika mint specifikus filozófiai irányzat közvetlen kapcsolata a főáramú kognitív pszichológiával kevésbé jellemző.
Az ADHD (Figyelemhiányos hiperaktivitás-zavar) és annak elsősorban figyelmetlenséggel jellemezhető megjelenési formája (korábban ADD-ként is ismerték) olyan idegrendszeri fejlődési zavarok, amelyek központi eleme a figyelemzavar. Ahogy Szondi is hangsúlyozta a kóros és egészséges közötti átmenetet, úgy az ADHD esetében is egy spektrumról beszélhetünk. A figyelemhiányos hiperaktivitás-zavar (Attention Deficit Hyperactivity Disorder, ADHD) egy idegrendszeri természetű, veleszületett vagy a fejlődés korai szakaszában kialakuló állapot, melynek három fő tünetcsoportja a figyelemzavar (koncentrációs nehézségek), a hiperaktivitás (túlzott mozgékonyság, nyugtalanság) és az impulzivitás (gyenge impulzuskontroll, meggondolatlan cselekvés). A feledékenység szintén gyakori velejáró. Az ADHD-t az eset súlyosságától függően tekinthetik betegségnek, részképességzavarnak vagy akár fogyatékos állapotnak is, mivel jelentősen befolyásolhatja az érintett személy tanulmányi előmenetelét, munkavégzését és társas kapcsolatait.
Bizonyos életszakaszokban vagy krízishelyzetekben (mint a súlyos betegség, a szenvedés vagy a halál közelsége) minden ember sérülékennyé válhat, de vannak kifejezetten rászoruló csoportok, akik tartósan ki vannak téve a nehézségeknek. A társadalmi és egzisztenciális leromlás folyamata gyakran a munkanélküliséggel kezdődik, ami a kirekesztettség és a fölöslegessé válás érzéséhez vezethet. A Kiközösítés történelmileg gyakran büntető jelleggel bírt, bár eredeti célja sokszor a közösségi normák megerősítése és az egyén visszavezetése volt a csoportba. Csak rendkívül súlyos esetekben alkalmazták a közösségből való teljes és végérvényes kizárást (Anatéma). A modern társadalmakban a kiközösítés szubtilisebb formái is léteznek, mint például a szociális izoláció vagy a figyelem teljes megvonása (magára hagyás). A hajléktalan emberek helyzetét súlyosbítja a szociális háló és a támogató kapcsolatok (kapcsolati tőke) hiánya, ami megnehezíti a problémák leküzdését. E kapcsolati tőke hiányában sokkal nehezebben jutnak munkához, szálláshoz, élelemhez, ruházathoz és más, a túléléshez nélkülözhetetlen alapvető javakhoz.Hajléktalanság A képzetlen munkaerő általában kiszolgáltatottabb a munkaerőpiacon, könnyebben elveszítheti állását, és gyorsabban marginalizálódhat. A krónikus, gyógyíthatatlan betegek ellátása során kihívást jelenthet a megfelelő elhelyezés biztosítása, és az egészségügyi rendszer néha nehezen tudja kezelni azokat, akik hosszú távú ápolásra szorulnak (akiket régebben néha "elfekvőnek" is neveztek). A hospice ellátás célja a gyógyíthatatlan betegek életminőségének javítása és méltóságuk megőrzése. (A szó eredetileg menedékhelyet jelentett vándorok, zarándokok számára.) Ma elsősorban az életvégi ellátásra, a fájdalomcsillapításra és a pszichoszociális támogatásra szakosodott intézményeket vagy szolgálatokat értjük alatta, amelyek a beteg és családja számára nyújtanak segítséget. Kalkuttai Teréz anya szerint a haldokló ember többféle "szomjúságot" él át: nemcsak testileg (élettani szükségletek), hanem értelmi-gondolati szinten (megértésre, információra vágyva), társas-társadalmi téren (emberi kapcsolatokra, elfogadásra szorulva), és spirituális-lelki dimenzióban (az élet értelmére, transzcendenciára vonatkozó kérdésekkel) is.